# Bibliothek des Internationalen Komitees vom Roten Kreuz
Die Bibliothek des Internationalen Komitees vom Roten Kreuz (IKRK) – französisch: la bibliothèque du Comité international de la Croix-Rouge (CICR) – ist eine öffentliche Bibliothek am Hauptsitz des IKRK in Genf. Als faktisches Gründungsjahr gilt 1863 – das gleiche Jahr, in dem das IKRK bzw. seine Vorgängerorganisation ins Leben gerufen wurde.
Die Bibliothek nimmt für sich in Anspruch, zusammen mit dem Archiv des IKRK die weltweit bedeutendste Sammlung an Dokumenten sowohl zur Geschichte des IKRK als auch zum Humanitären Völkerrecht zu besitzen. Sie spielt eine Schlüsselrolle für das Mandat des IKRK, das Wissen über die Regeln des Krieges zu verbreiten.

## Geschichte

### Frühperiode: derAncien Fonds

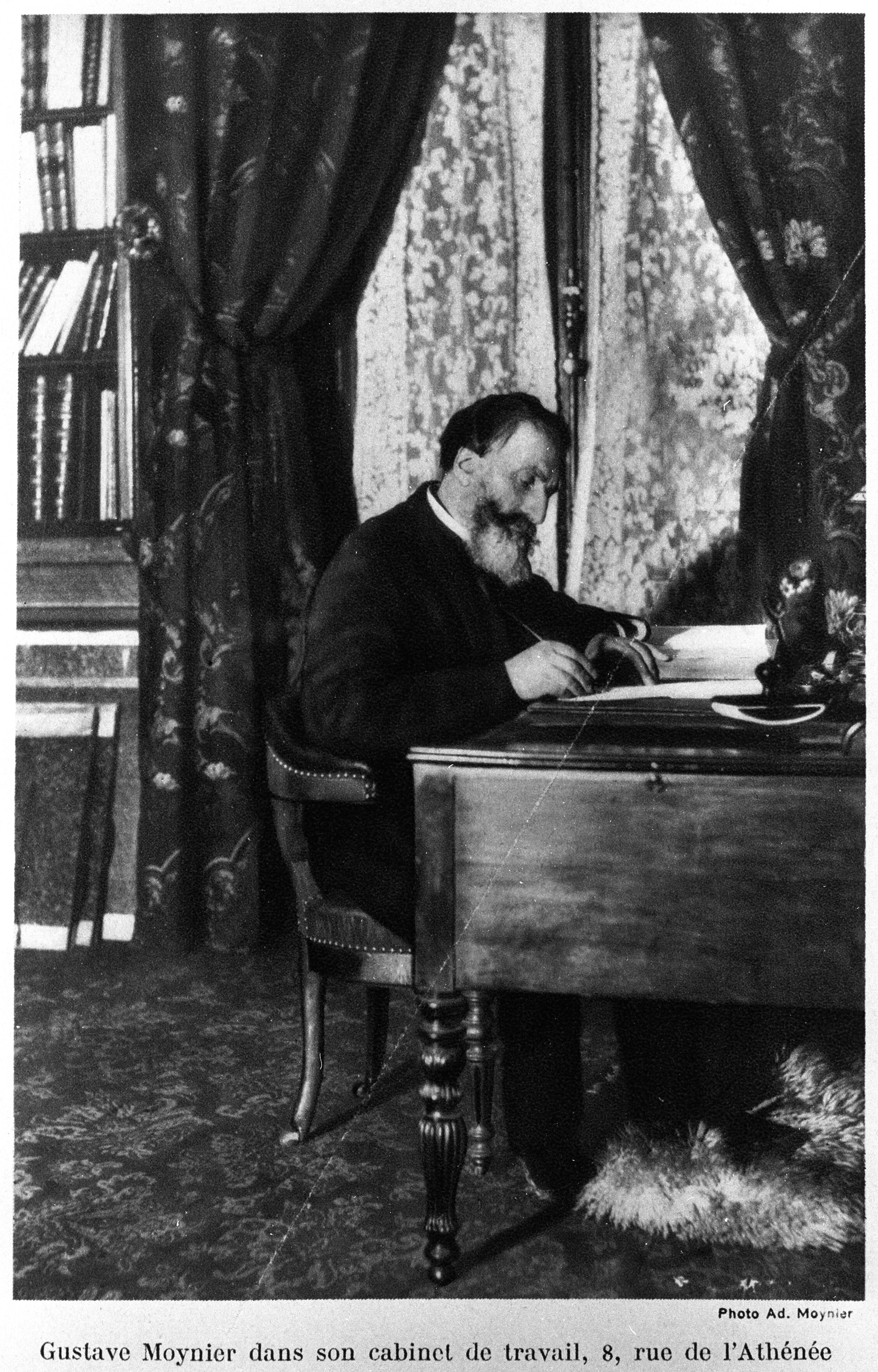
Moynier in der Rue de l’Athénée 8, fotografiert von seinem Sohn Adolphe, der auch IKRK-Schatzmeister war

Das IKRK bzw. sein Vorgänger – das Internationale Komitee der Hilfsgesellschaften für die Verwundetenpflege – wurde im Februar 1863 von fünf Männern in Genf gegründet. Diese waren der Geschäftsmann und Aktivist Henry Dunant, der die grundlegenden Ideen für die Organisation in seinem Buch Eine Erinnerung an Solferino (Originaltitel: Un souvenir de Solferino) dargelegt hatte; der Rechtsanwalt und Philanthrop Gustave Moynier; die Ärzte Louis Appia und Théodor Maunoir; und der General Guillaume Henri Dufour. Das genaue Gründungsdatum der Bibliothek ist unbekannt und sie wird erst 1875 in den Unterlagen erwähnt. Es ist davon auszugehen, dass die Zusammenstellung einer Büchersammlung noch 1863 begann, wenn auch vermutlich zunächst in dezentraler Form, d. h. im jeweiligen Besitz der fünf Gründungsväter.
Die faktische Hauptadresse des neugegründeten Komitees war in den ersten Jahren Dunants Privatresidenz im dritten Stock der seiner Familie gehörenden Maison Diodati in der Rue du Puits-Saint-Pierre Nr. 4 der Altstadt. Als jedoch seine Kolonialunternehmung in Algerien zusammenbrach und er 1867 offiziell den Bankrott erklären musste, wurde der Vordenker des IKRK im Jahr darauf von dem Mitgründer Moynier aus dem Komitee gedrängt. Wahrscheinlich wurde Dunants Sammlung an IKRK-bezogenen Publikation daraufhin in Moyniers Stadtpalast in der Rue de l’Athénée Nr. 8 verbracht, da dieser die treibende Kraft hinter dem Aufbau der Bibliothek war.
Im Jahr 1871 bezog das IKRK einen offiziellen Sitz in der Rue de l’Athénée Nr. 3 und damit in unmittelbarer Nähe von Moyniers prächtiger Privatresidenz. Obwohl es sich um eine der repräsentativsten Adressen der Stadt handelte, waren die Räumlichkeiten mit gerade einmal drei Zimmern vergleichsweise bescheiden. Eines von ihnen diente sowohl als Bibliothek wie auch als Museum.
Im Jahr 1878 erklärte Moynier offiziell, dass die Bibliothek für die Öffentlichkeit zugänglich sein solle. Im gleichen Jahr unternahm er eine Neustrukturierung der Sammlung und schrieb von eigener Hand einen Katalog. Dieser Altbestand – Ancien Fonds im Französischen und Heritage Collection im Englischen – ist bis heute nach dem von Moynier festgelegten Klassifizierungssystem geordnet: zuerst nach Herkunftsland, dann nach Thema, weiter nach Autor und schliesslich Erscheinungsdatum. Dank dieser Systematik lässt sich auch die Ausbreitung der Rotkreuz-Idee durch die Entstehung eines Netzwerkes nationaler Rotkreuz-Gesellschaften zunächst in Europa und später darüber hinaus nachvollziehen. Die meisten Publikationen aus jener Frühphase stammen aus Deutschland, der Schweiz, Frankreich, Italien und dem Vereinigten Königreich. Daneben umfasst sie auch Titel aus Brasilien, China, Kuba, Mexiko, den Vereinigten Staaten und einer kurzlebigen Mikronation: dem südamerikanischen Counani-Freistaat.
Mit der weltweiten Ausbreitung der Rotkreuz- und Rothalbmond-Bewegung wuchs auch die Sammlung Bibliothek. Der alternde Moynier gab daher auf Rat seines Neffen und späteren Nachfolgers Gustave Ador kurz vor der Jahrhundertwende eine Reihe von Verwaltungsaufgaben ab, darunter auch die Verantwortung für die Bibliothek. Diese übernahm 1898 der neu ernannte Sekretär des Komitees, Paul Des Gouttes, der ebenfalls ein Neffe Moyniers war.

### Nach dem Ersten Weltkrieg

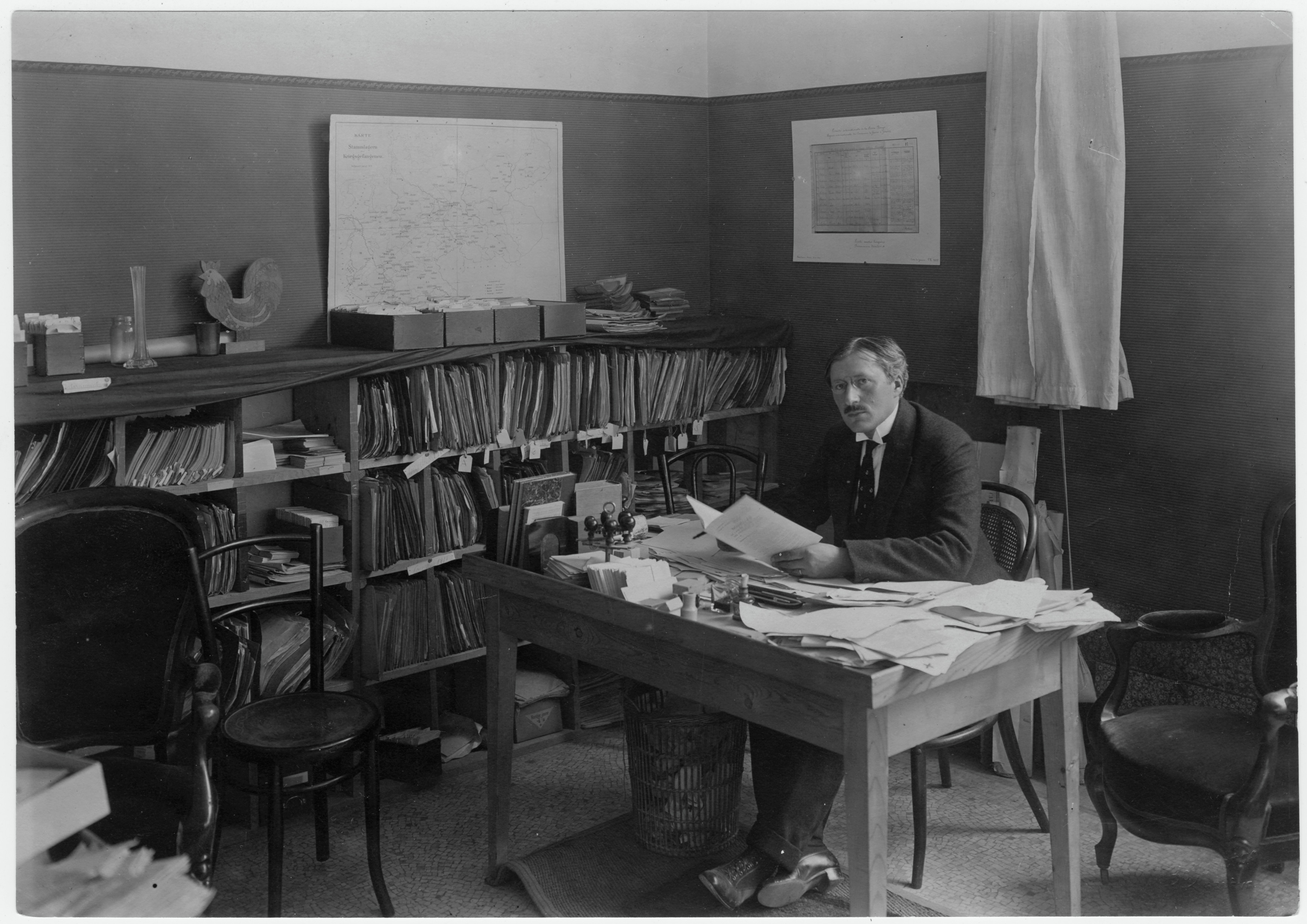
Étienne Clouzot während des Ersten Weltkriegs in der Internationalen Zentralstelle für Kriegsgefangene (IPWA) im Musée Rath, wo er auch ein IPWA-Nachrichtenbulletin herausgab

Kurz nach dem Ende des Ersten Weltkrieges bezog das IKRK einen neuen Sitz am Rande der Altstadt, in der prominent gelegenen Promenade du Pin Nr. 1. Die Bibliothek bezog einen Raum direkt neben einem großen Vestibül. Die Verantwortung für ihren Betrieb übernahm nunmehr Étienne Clouzot, ein Paläograf und Archivar, der auch als Kolumnist für die liberale Tageszeitung Journal de Genève schrieb. Während des Ersten Weltkrieges hatte er das Ablagesystem für die Karteikarten über das Schicksal von Millionen Kriegsgefangenen erfunden. 1919 folgte er Des Gouttes an der Spitze des IKRK-Sekretariats nach und verlieh der Entwicklung der Bibliothek neuen Schub, indem er den Austausch von Publikationen mit den nationalen Gesellschaften systematisierte.
Im Juni 1933 bezog das IKRK wiederum einen neuen Sitz und dies zum ersten Mal von der Altstadt weg. Zum neuen Hauptquartier wurde die Villa Moynier im Viertel von Sécheron. Es war 1848 im Auftrag des Bankiers Barthélemy Paccard erbaut worden und von diesem an seinen Schwiegersohn Gustave Moynier vermacht worden, der bis zu seinem Tod 1910 während 47 Jahren IKRK-Präsident gewesen war. Inmitten des großen Moynier-Parks am Ufer Westufer des Genfersees gelegen diente es dem Völkerbund 1926 als Hauptsitz. Danach war das stattliche Anwesen von der Stadt Genf erworben worden, die es an das IKRK vermietete. Ein Raum im Erdgeschoss neben dem Museumszimmer und dem Versammlungssaal wurde der Bibliothek zugewiesen, doch dieser nicht zentrale Standort und ein Mangel an Personal führten dazu, dass die einst von Moynier maßgeblich geförderte Büchersammlung ihren Betrieb weitgehend einstellte.

### Nach dem Zweiten Weltkrieg
1946 bezog das IKRK abermals einen neuen Hauptsitz im ehemaligen Carlton-Hotel im nahen Viertel von Pregny. Das neoklassizistische Gebäude auf einem Hügel oberhalb des Völkerbundpalastes wurde der Organisation vom Kanton Genf im Rahmen eines langfristigen Pachtvertrages zur Verfügung gestellt. Die Bibliothek bekam nur einen vergleichsweise bescheidenen Raum zugewiesen. Zwei Jahre später wurde die neue Sammlung, die seit dem Abschluss des Ancien Fonds 1919 angelegt worden war, komplett umorganisiert und katalogisiert.
1972 gestand die IKRK-Führung der Bibliothek einen geeigneteren Raum zu und stärkte ihren Status innerhalb der Organisation. Von nun an hatte sie das Mandat, nicht nur die Rotkreuz- und Rothalbmond-Publikationen aufzubewahren, sondern auch systematisch Fachliteratur zum Humanitären Völkerrecht anzuschaffen. Ein weiteres Jahrzehnt später führte die Bibliothek ein auf einem Thesaurus-Prinzip beruhendes Referenzsystem ein, das dem Publikum leichteren Zugang zu den Beständen ermöglichte.
1987 zog die Bibliothek aus dem Carlton in einen nebenan errichteten Neubau, das Gebäude Nr. 3, im ebenerdigen Untergeschoss 2. Zwei Jahre später wurde erstmals ein digitaler Katalog eingeführt. Der erste Computer mit Internetzugang im Lesesaal wurde 1995 angeschlossen. Wiederum fünf Jahre später wurde der OPAC über das Intranet zugänglich.
Seit 2010 steht die Bibliothek mit dem Öffentlichen Archiv und dem Audiovisuellen Archiv in einer administrativen Einheit unter dem Dach der IKRK-Abteilung für Archiv- und Informationsmanagementdienste. Diese Umstrukturierung steht im Zeichen der Bemühungen, der wachsenden Komplexität von Big Data und der zugleich steigenden Fragmentierung von Informationen infolge der rapiden Entwicklung digitaler Technologien gerecht zu werden.

## Bestände und Sammlungen

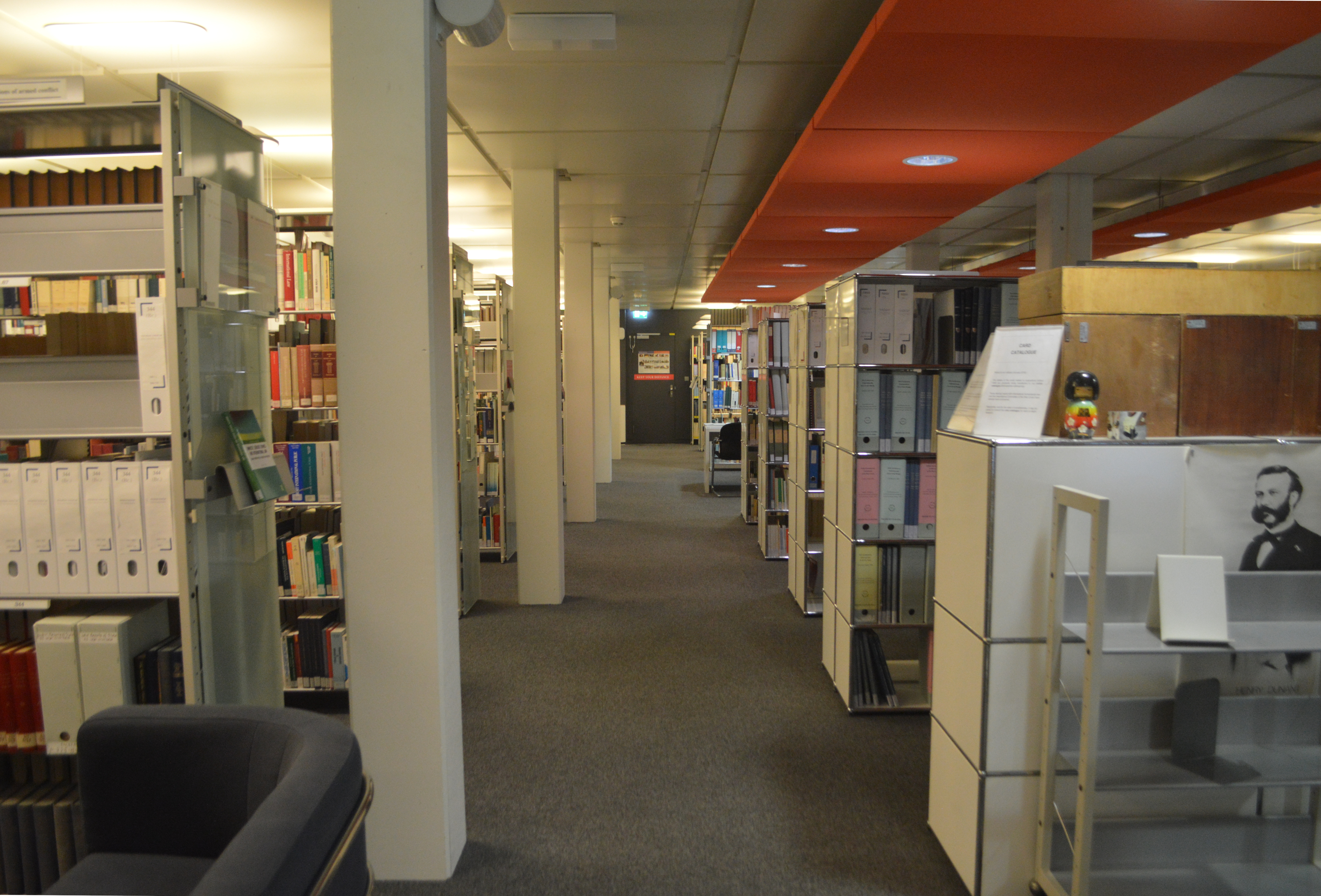
Der Lesesaal mit Dunant-Poster

Der historische Ancien Fonds (Signatur: AF) umfasst beinahe 4.000 Bücher, Broschüren, Berichte, Handbücher und Presseausschnitte aus über vierzig Ländern.
Einige IKRK-Mitglieder, an erster Stelle Gustave Moynier, spendeten Bücher aus ihrem Privatbesitz an die Bibliothek. Auch die Sammlung von Moyniers Neffen Paul Des Gouttes wurde nach seinem Tod 1943 von seiner Witwe übertragen, darunter eine Erstausgabe von Dunants Un souvenir de Solférino, die auf 100 Exemplare limitiert worden war.
Die Sammlung wird seit fast einem halben Jahrhundert kontinuierlich durch Neuerscheinungen zum IKRK und Humanitären Völkerrecht aktualisiert. Zu Beginn des Jahres 2020 verzeichnete der Bibliothekskatalog um die 41.000 Einträge.

## Galerien

### Der «Ancien Fonds» – Katalog und Magazin

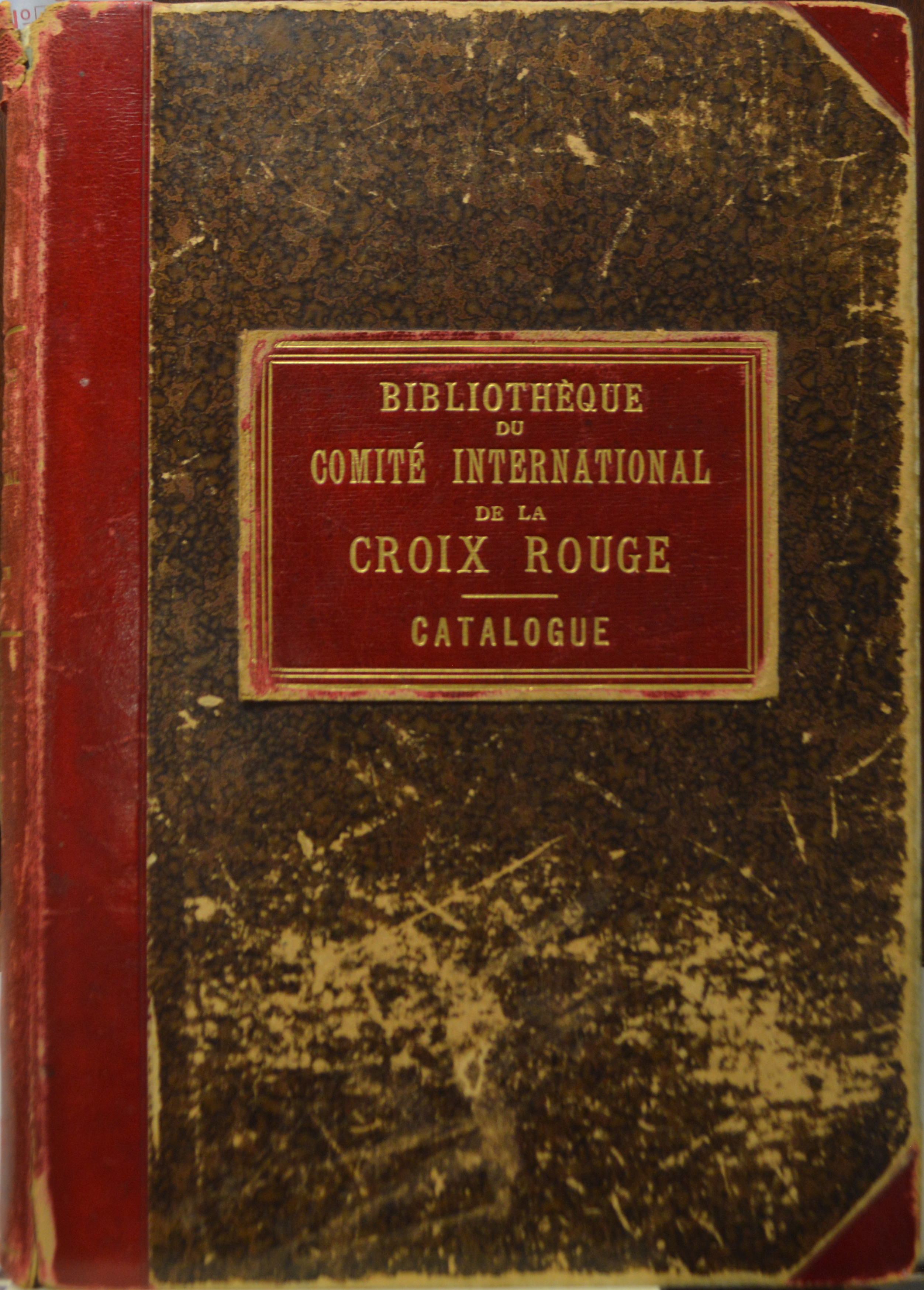
Der von Moynier handschriftlich verfasste Katalog
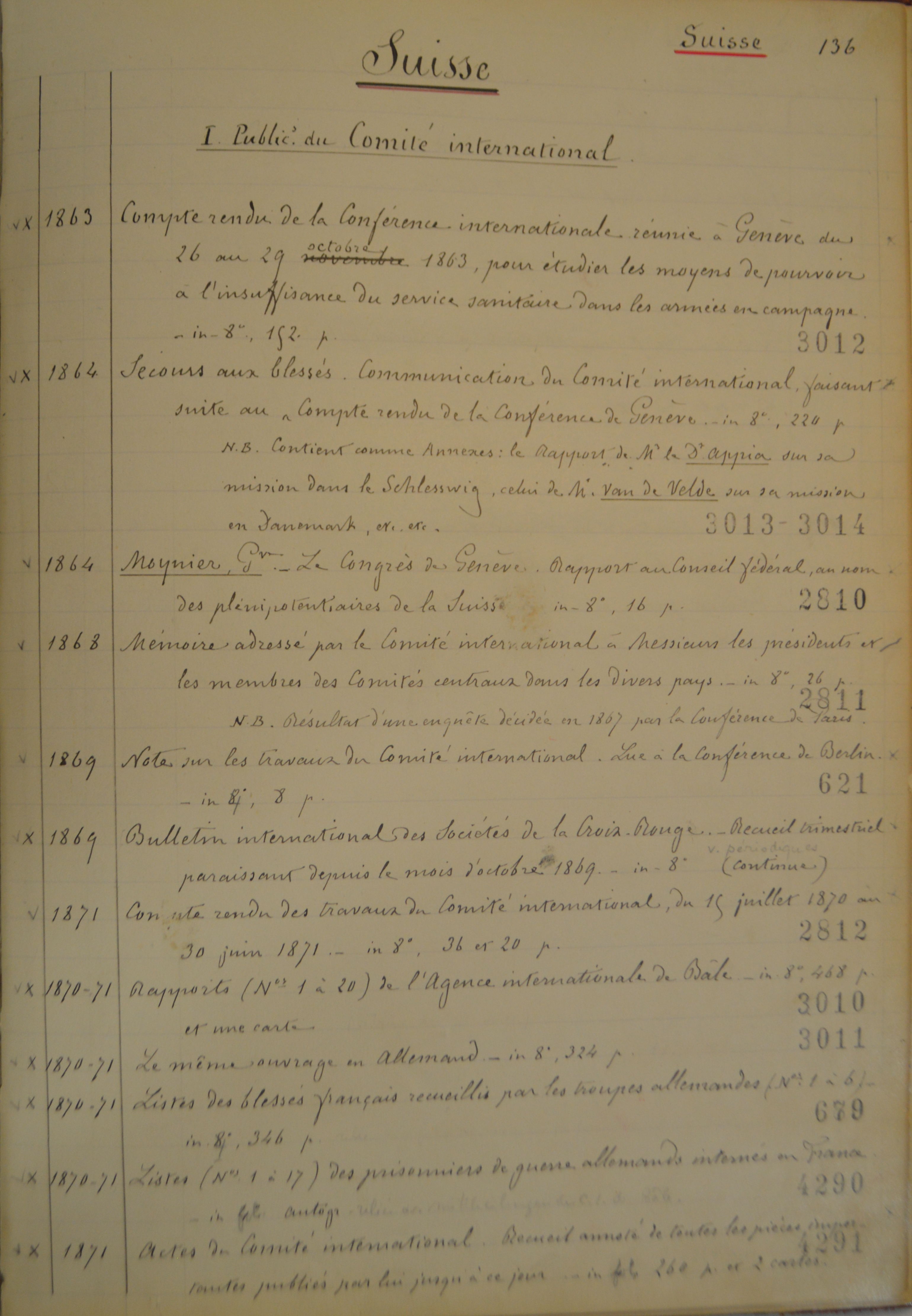
Liste von Publikationen aus der Schweiz im Katalog
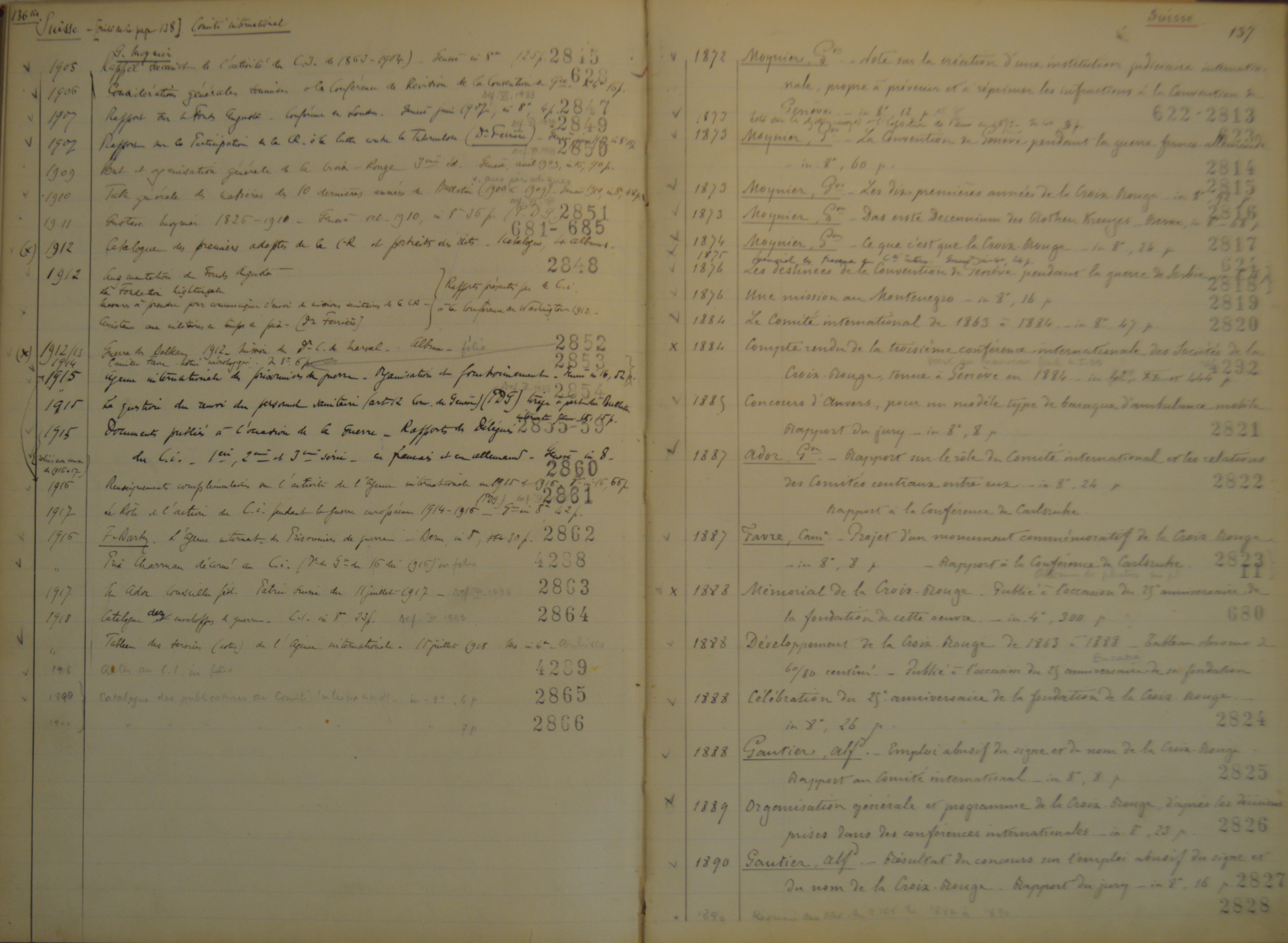
Liste von Moyniers selber verfassten Publikationen
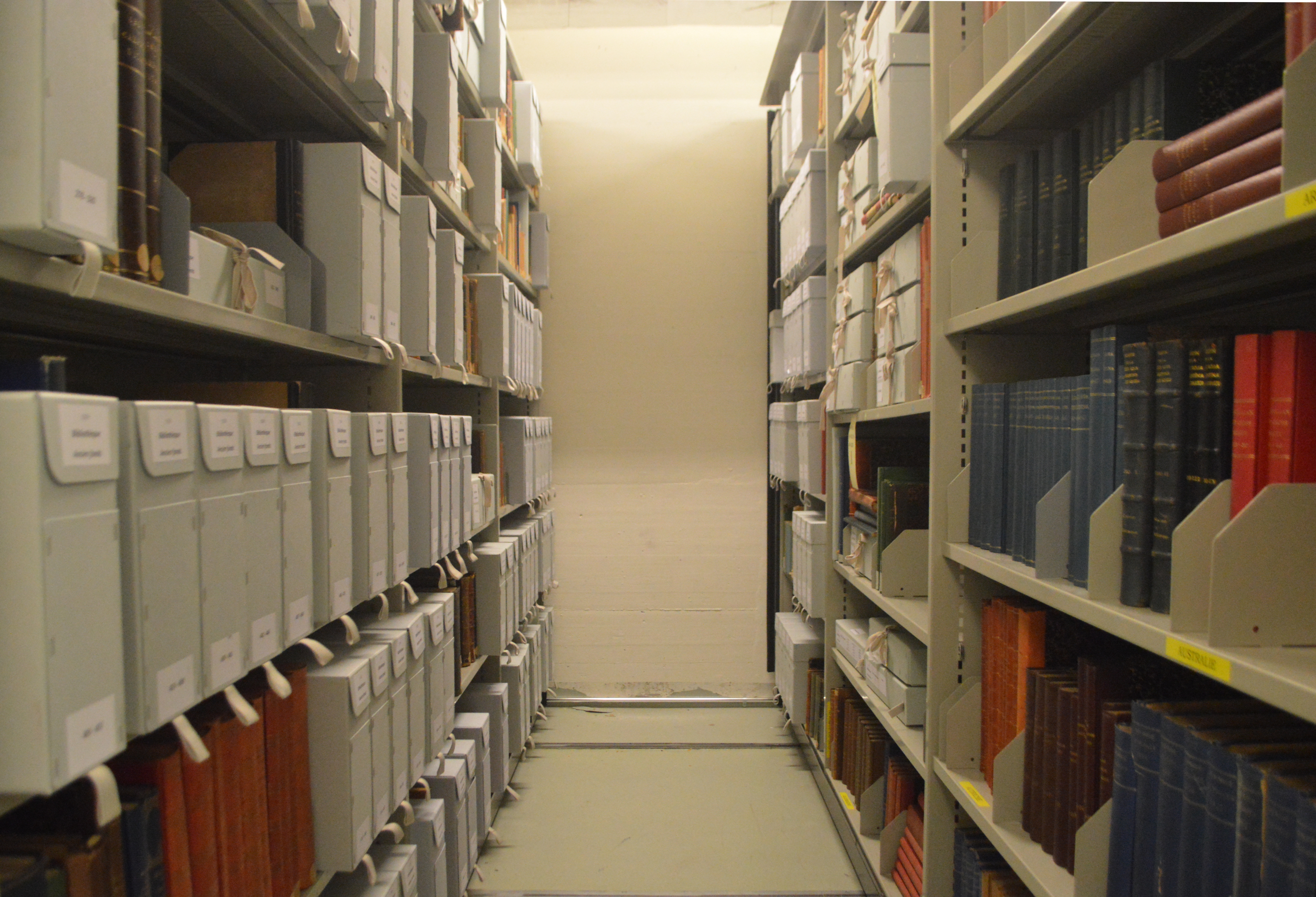
Der Ancien Fonds im Magazin
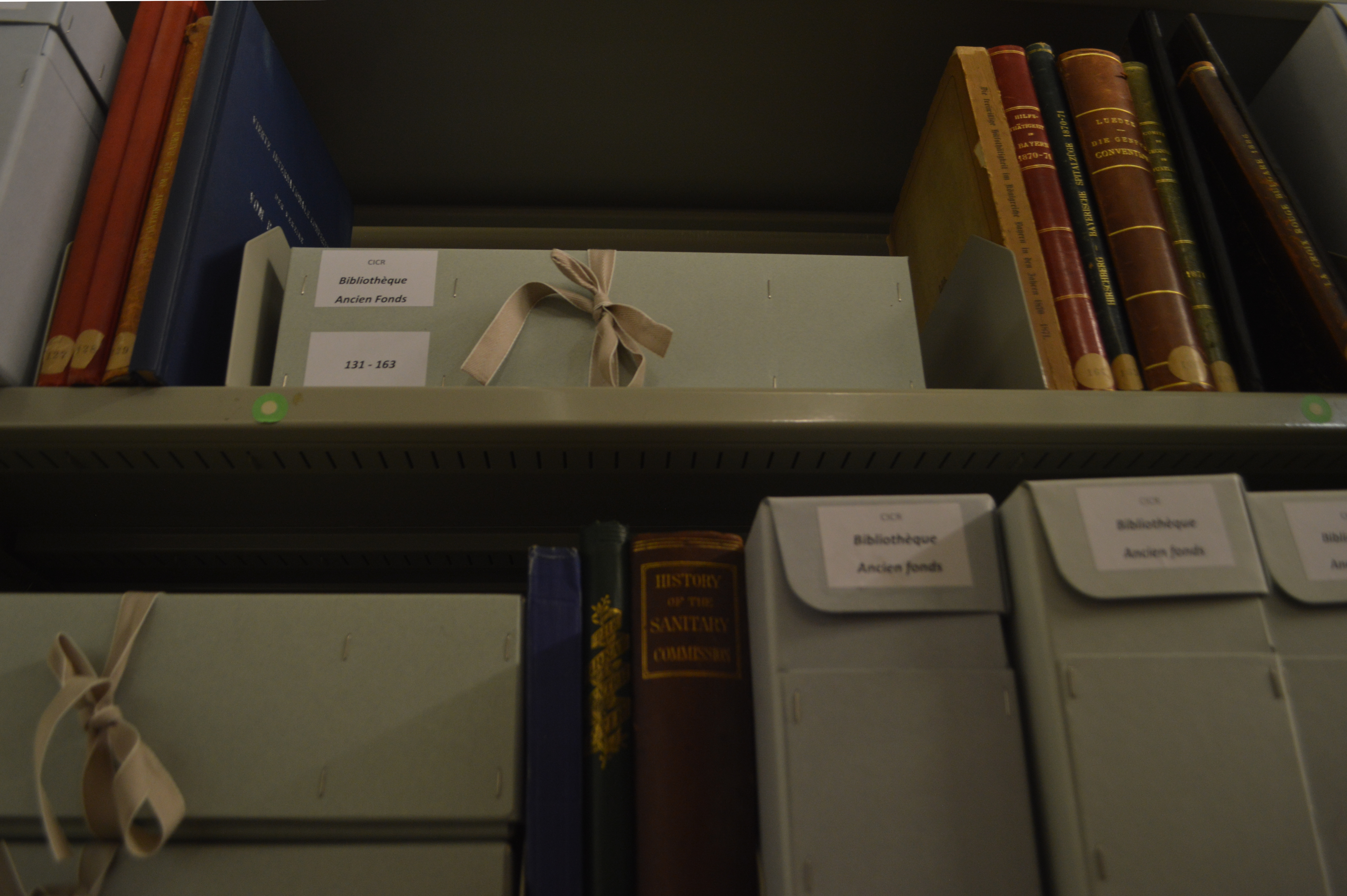

### Seltene Publikationen aus dem «Ancien Fonds»

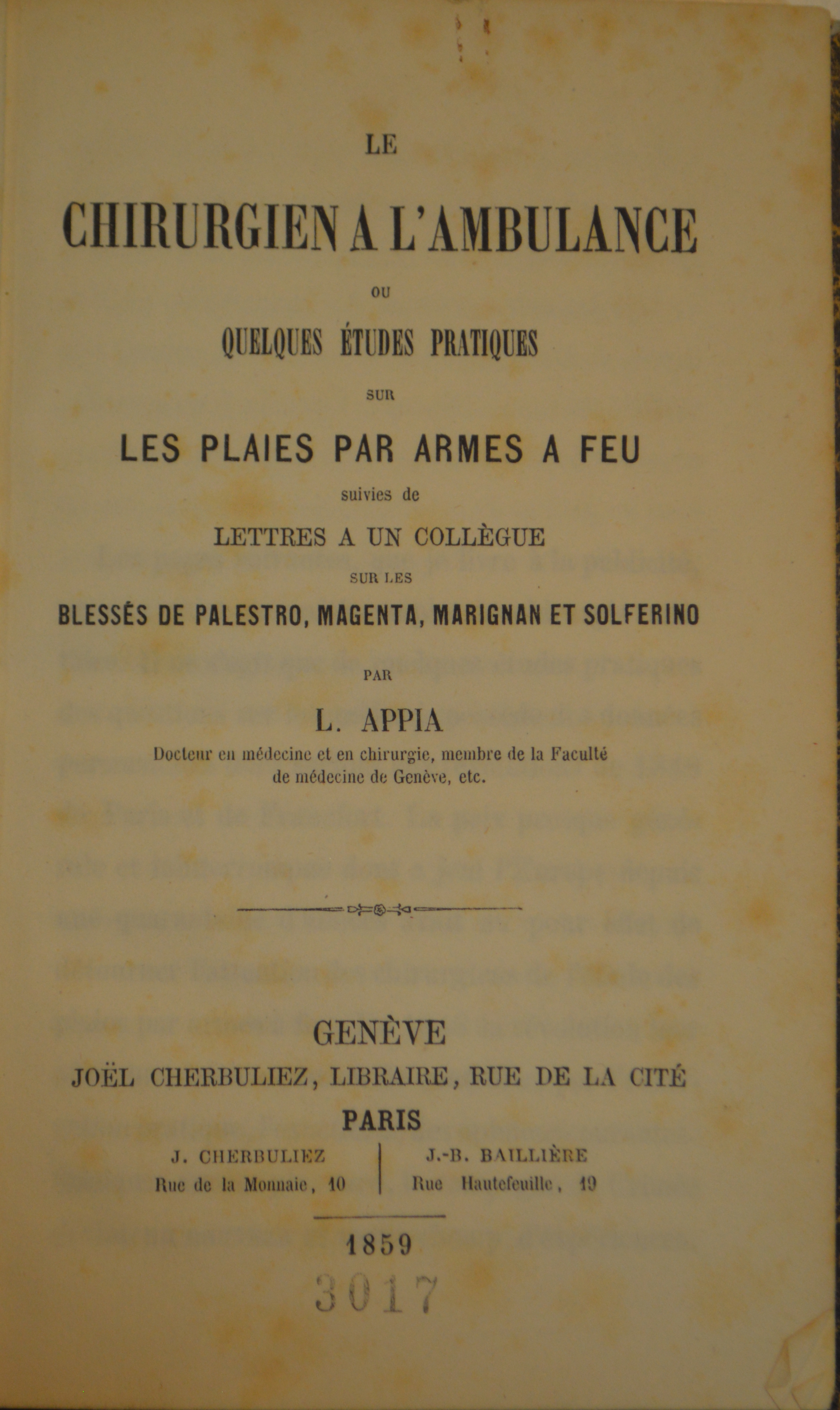
Ein 1859 vom späteren Mitgründer Appia veröffentlichtes Buch
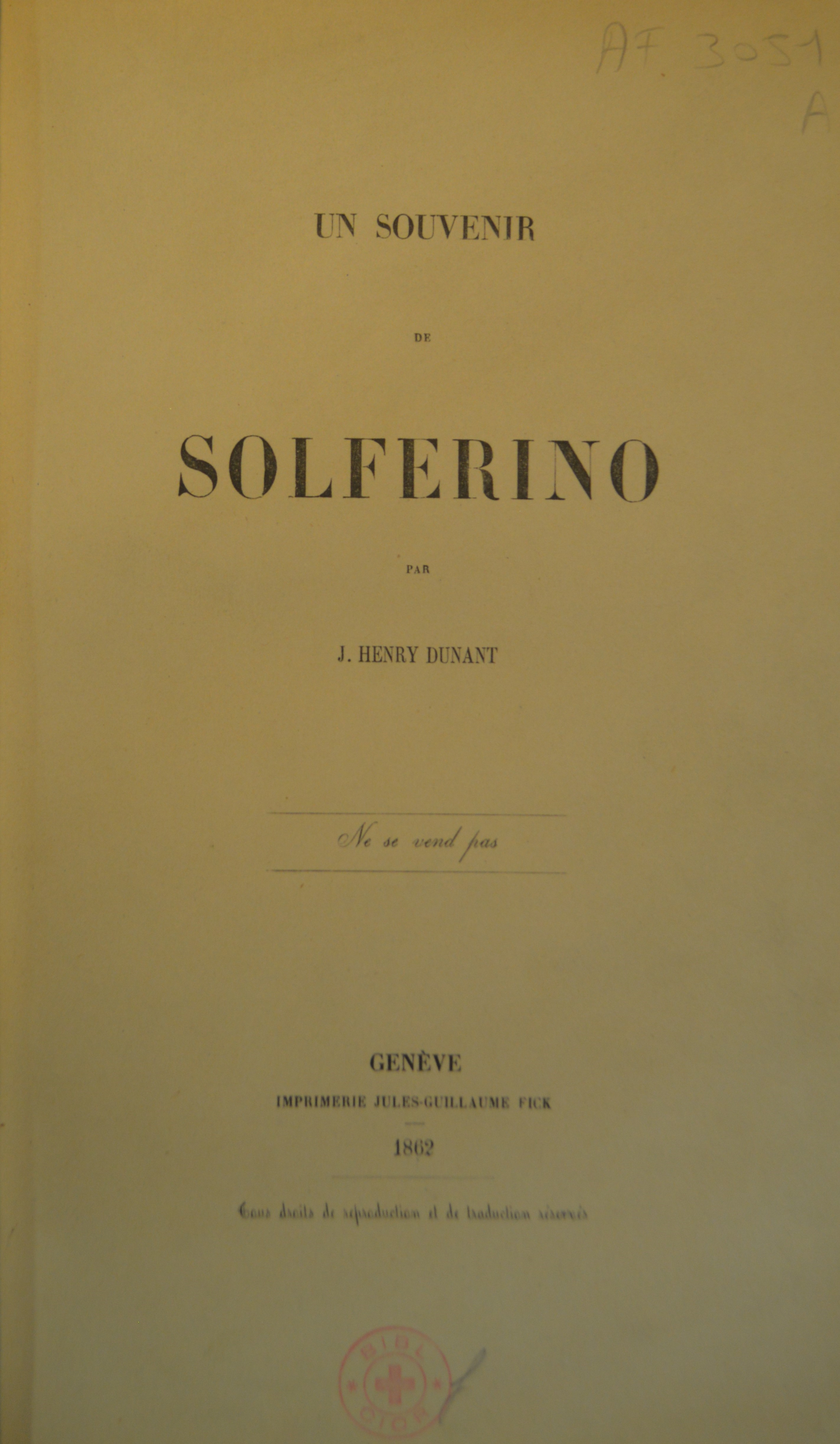
Erstausgabe von Dunants Un Souvenir de Solferino
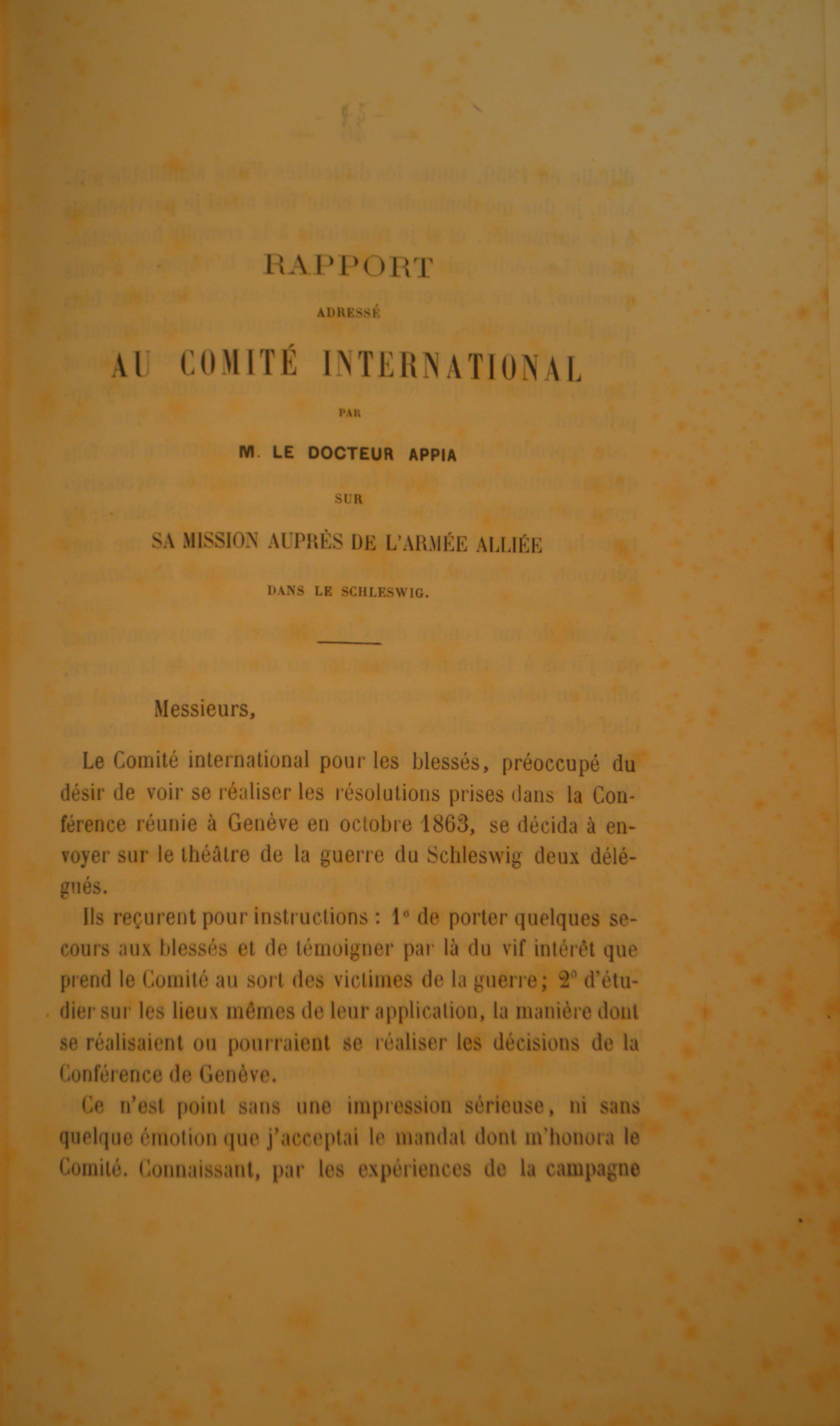
Bericht von Appia über den Deutsch-Dänischen Krieg von 1864 als erster IKRK-Delegierter der Geschichte
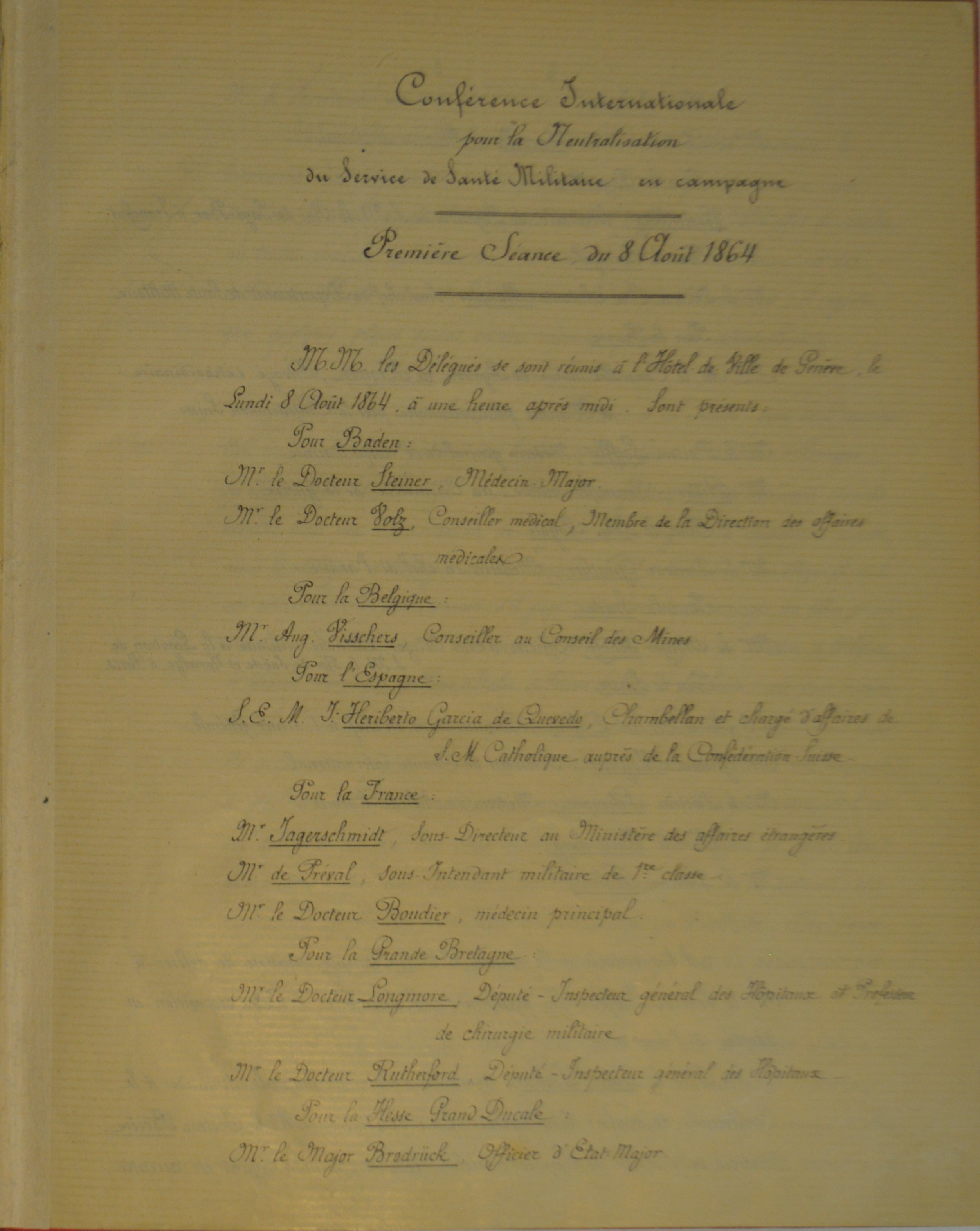
Protokoll der Konferenz von 1864, die zur Ersten Genfer Konvention führte
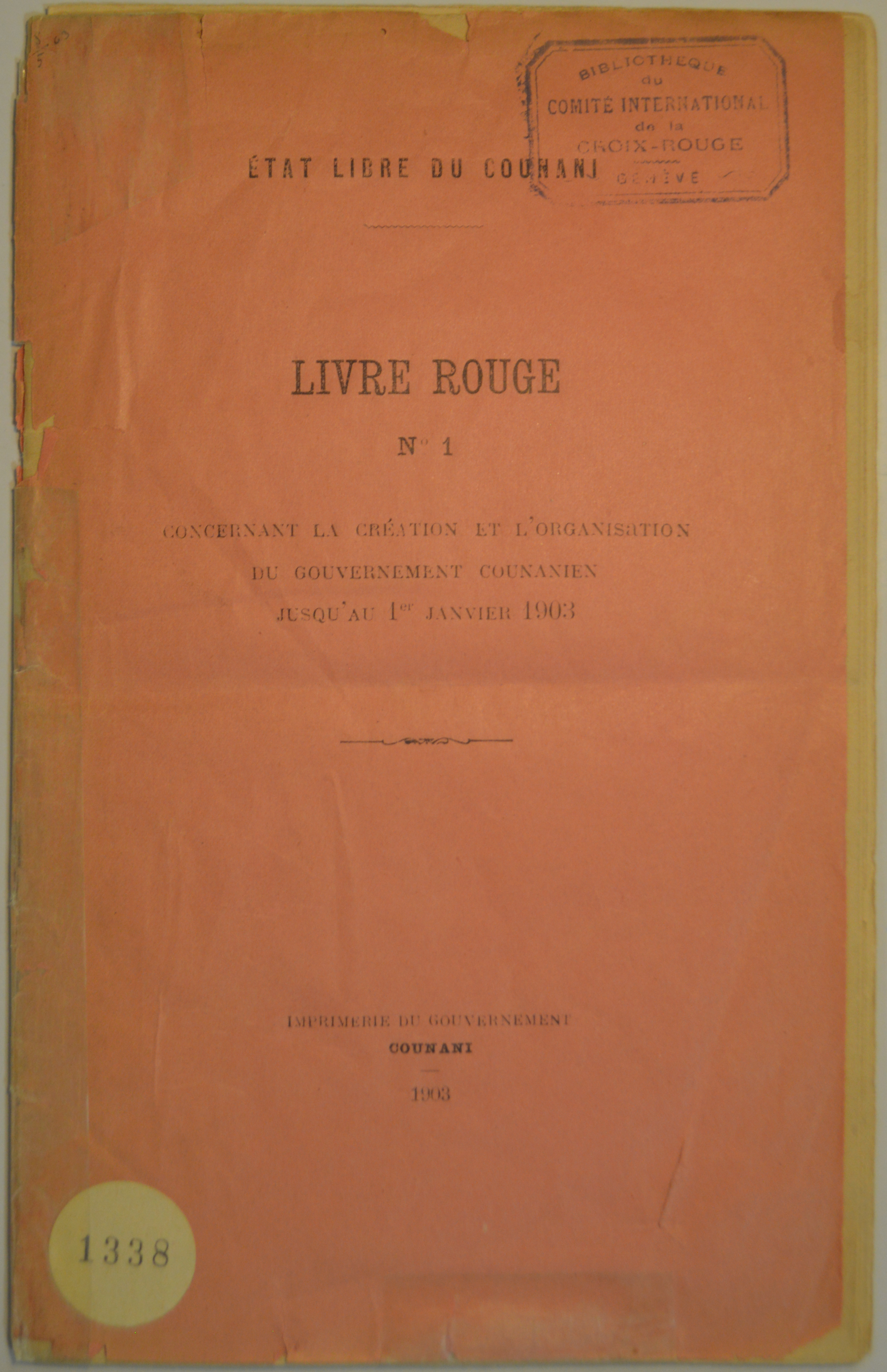
Das «Rotbuch» der Regierung von Counani, 1903

### Zeitungen für Kriegsgefangene im Ersten Weltkrieg

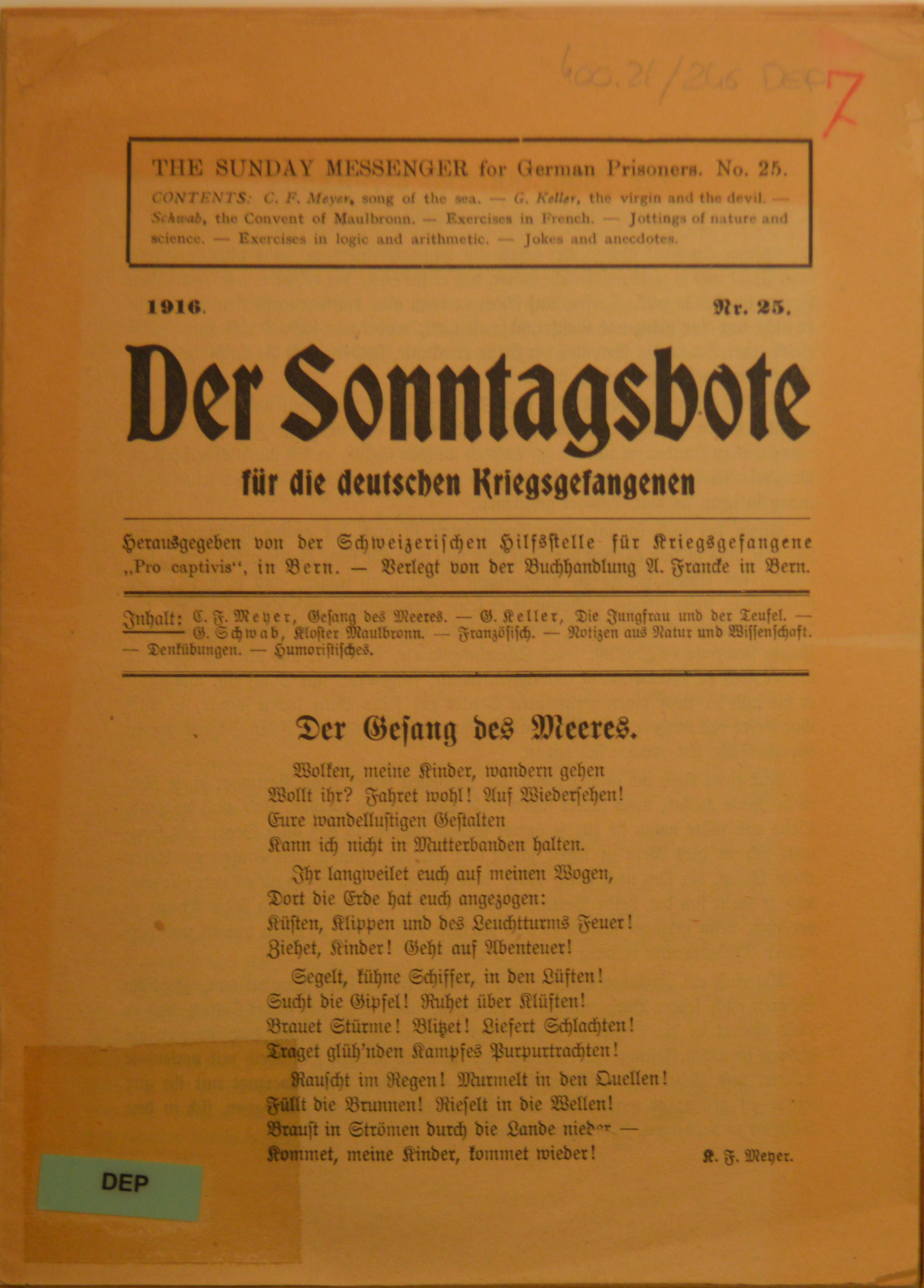
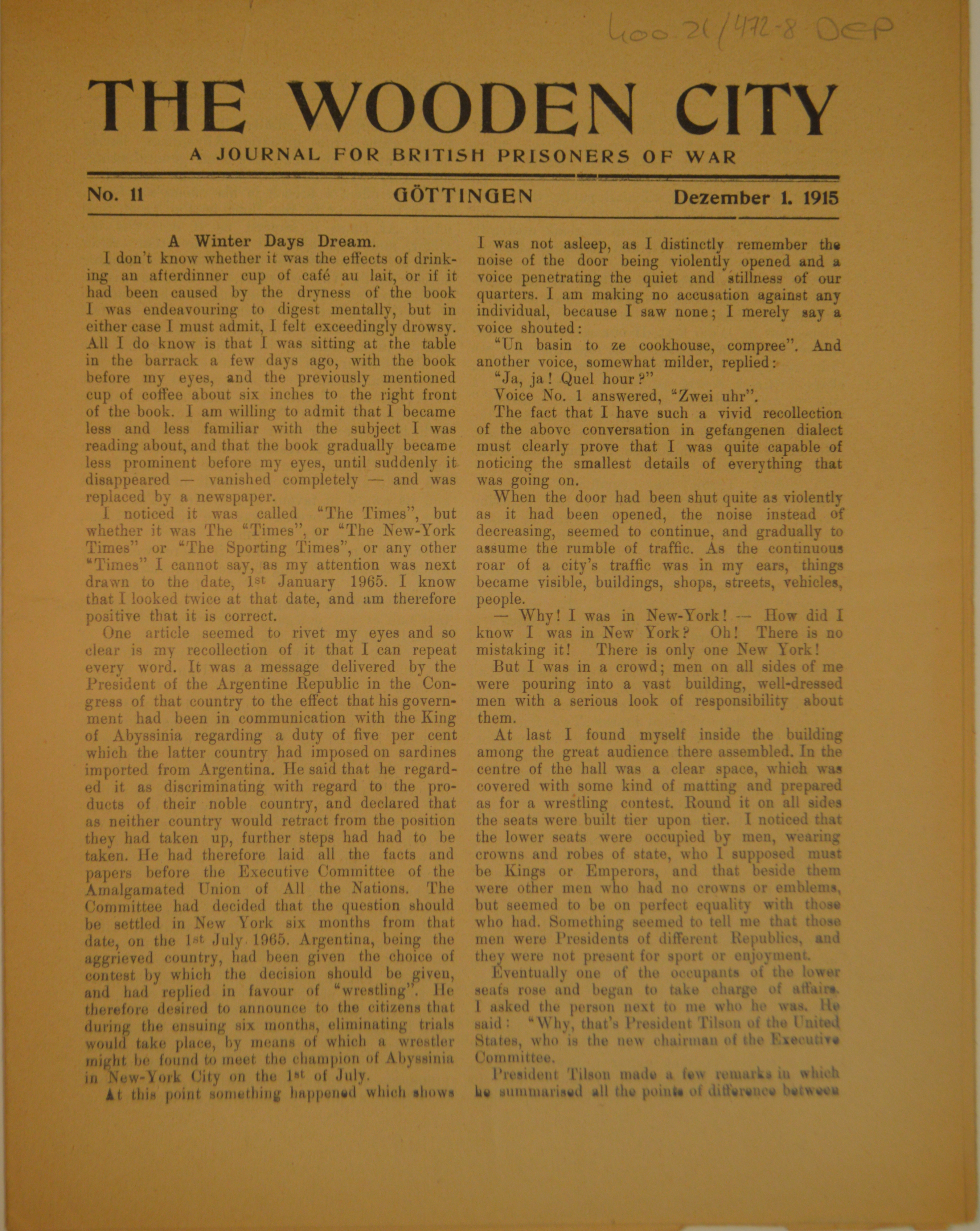
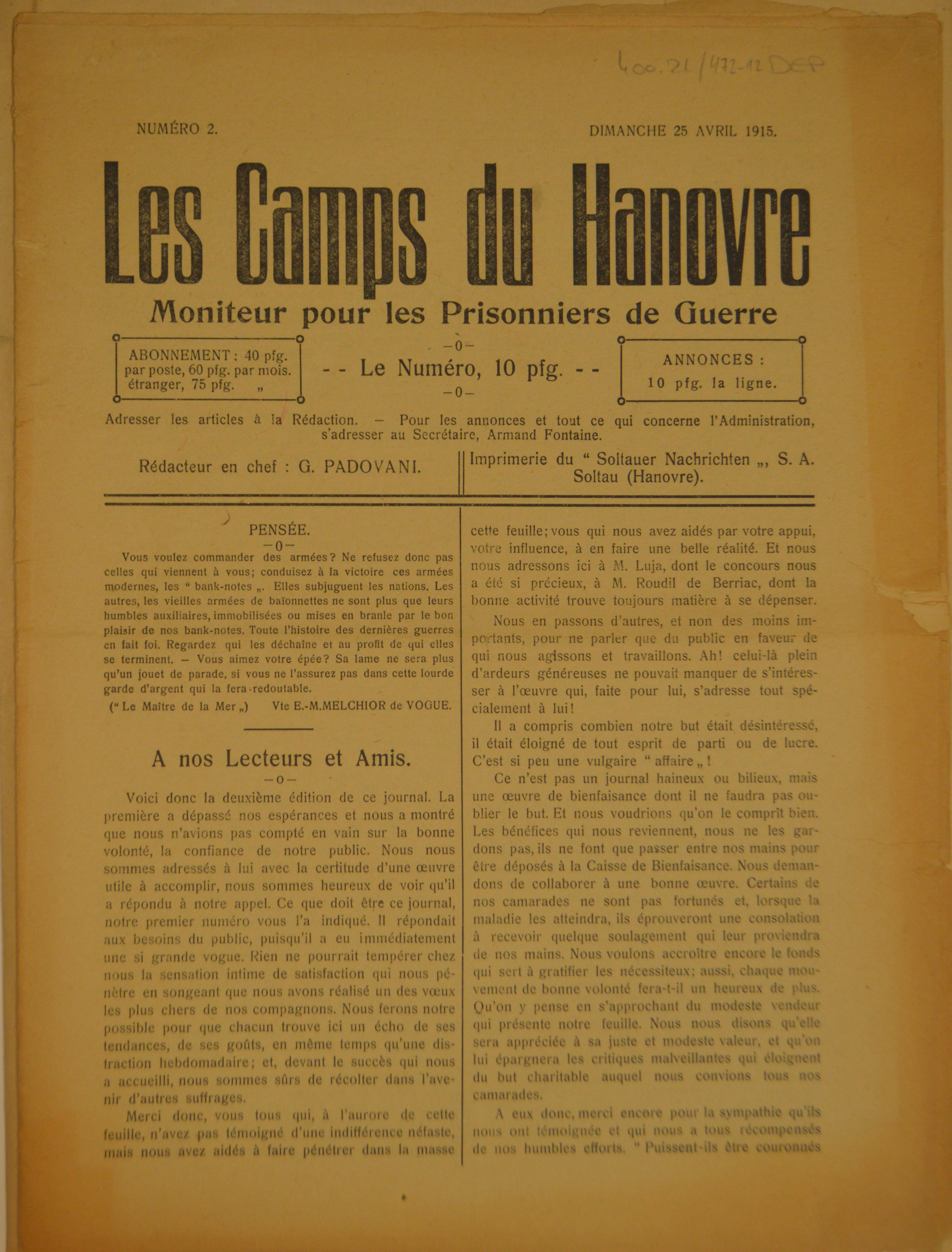
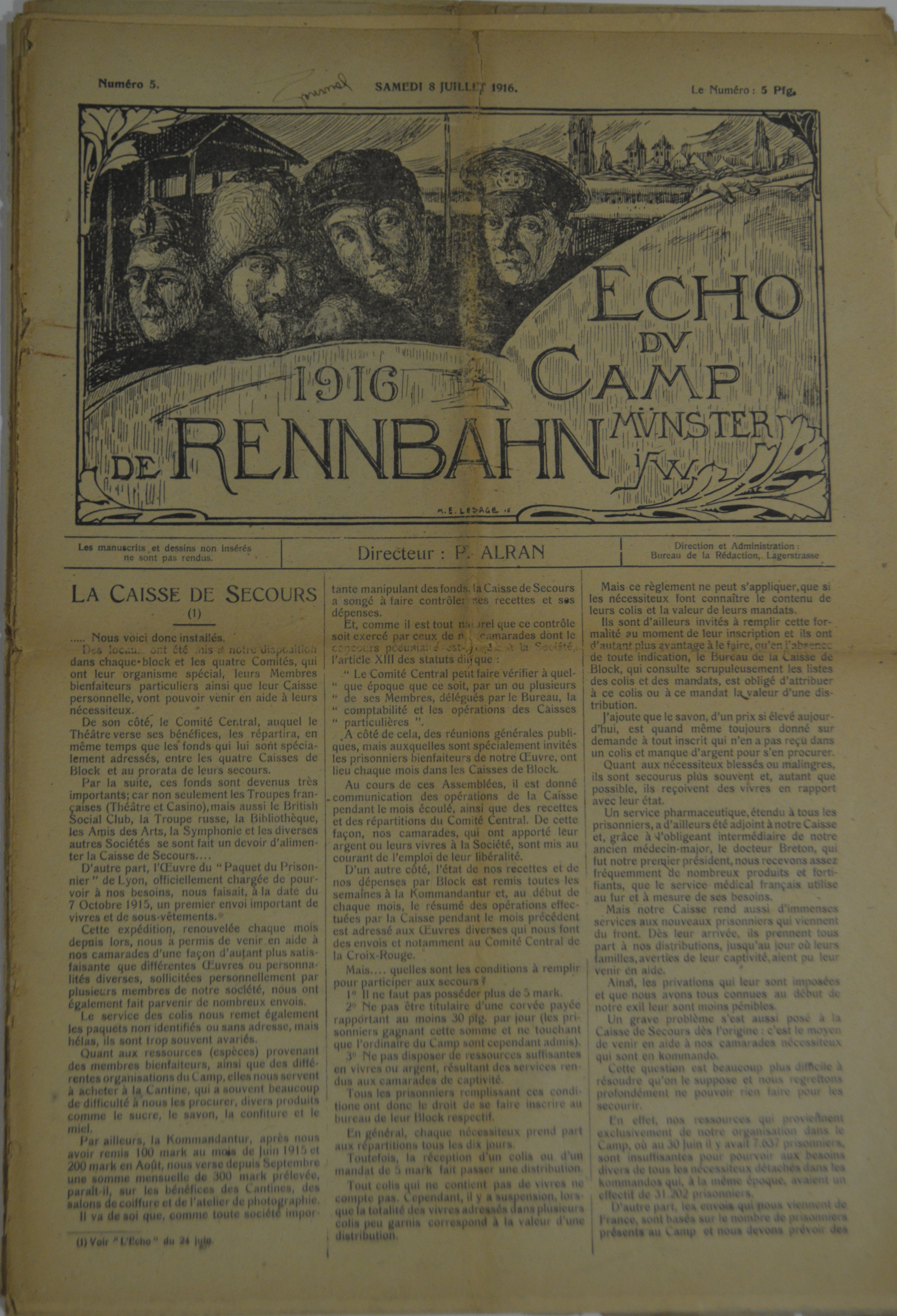
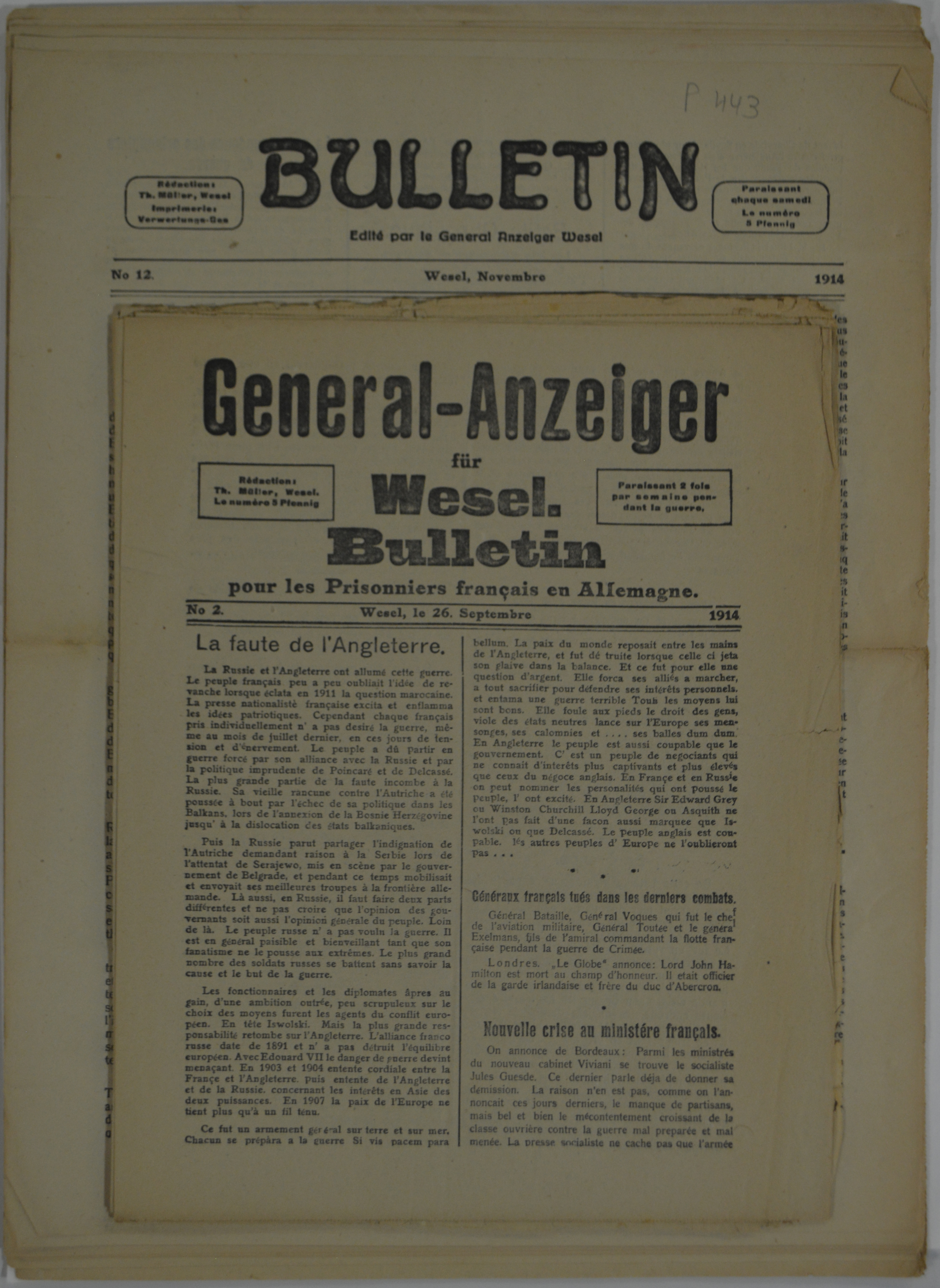

### Stempel

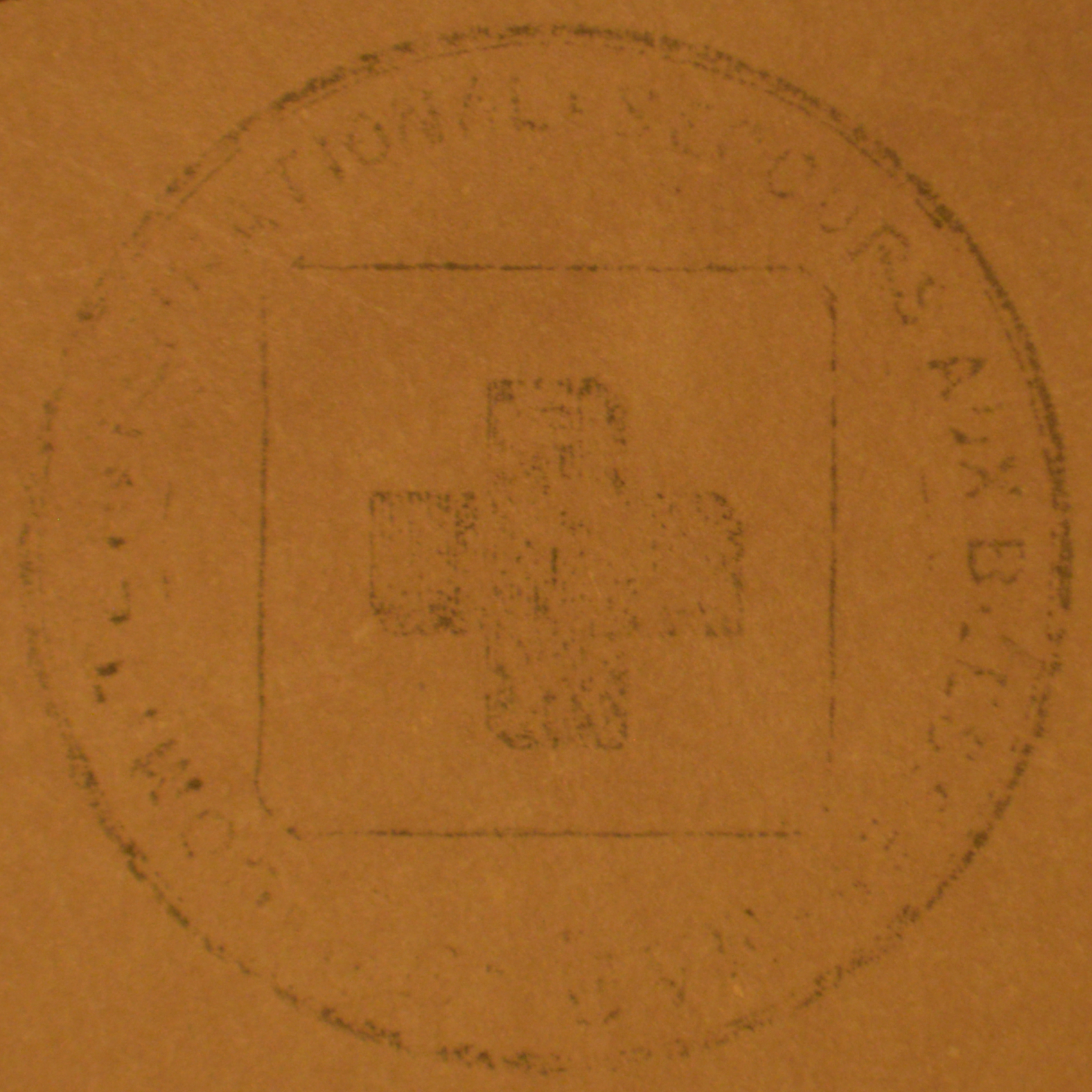
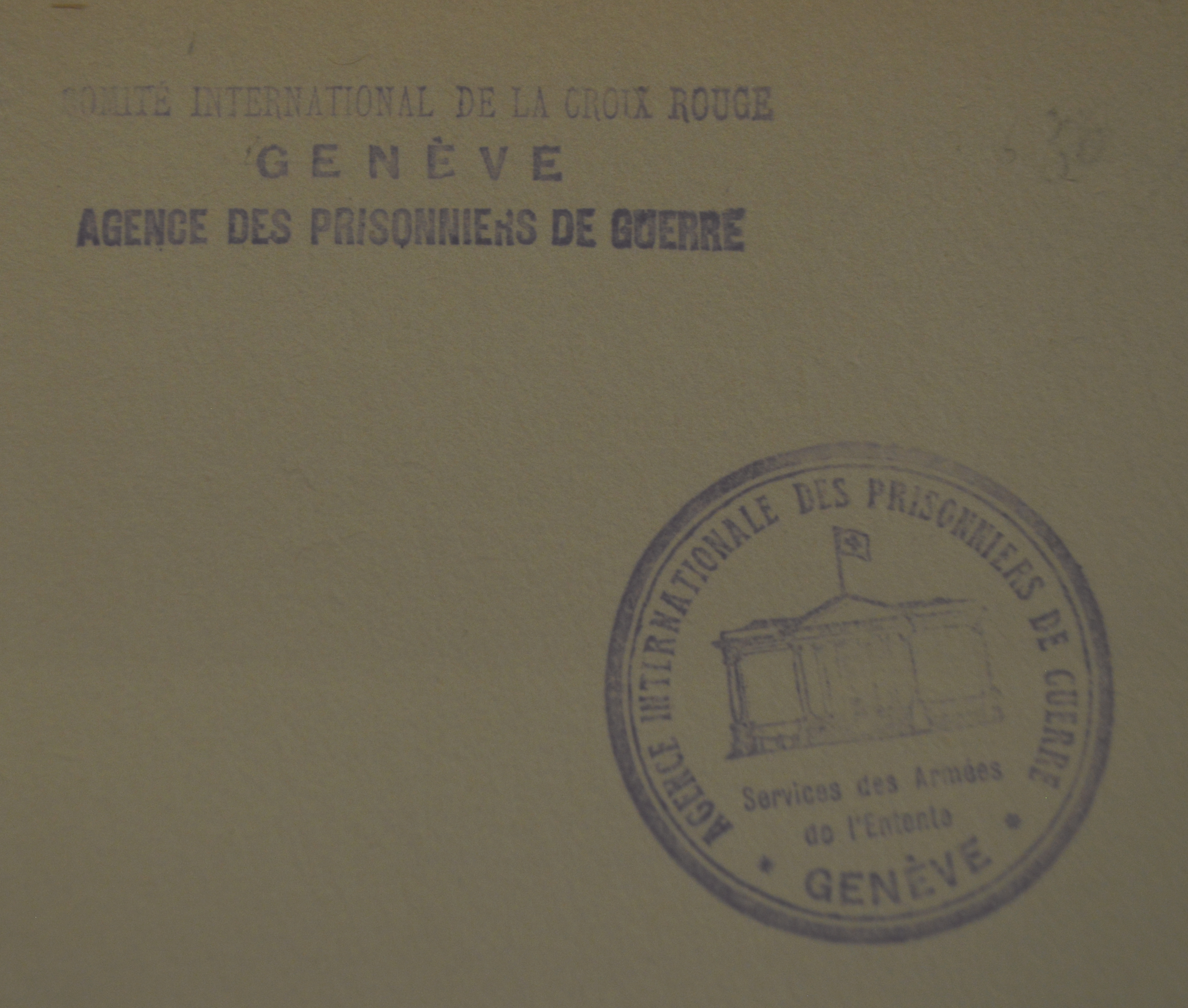
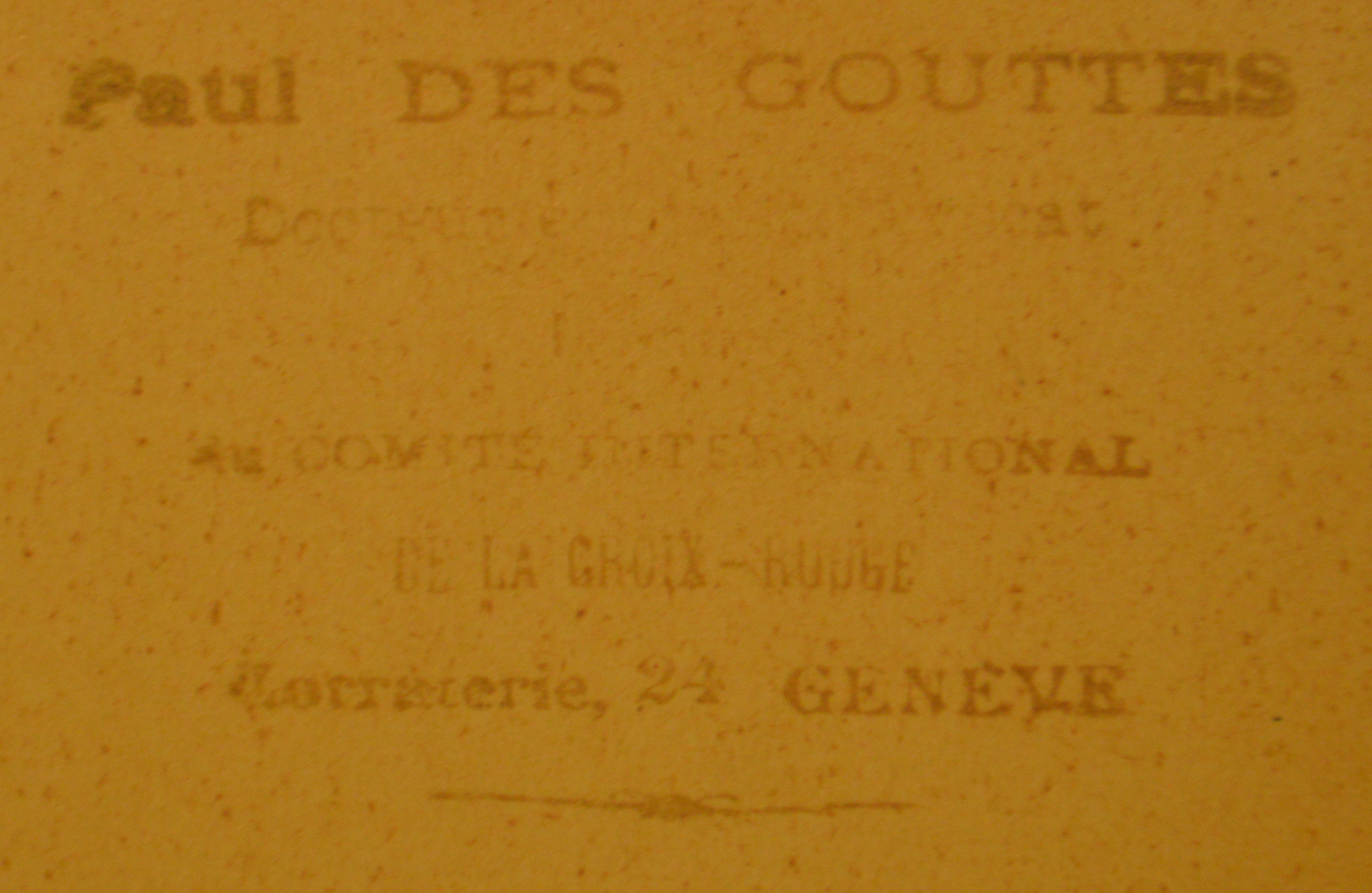
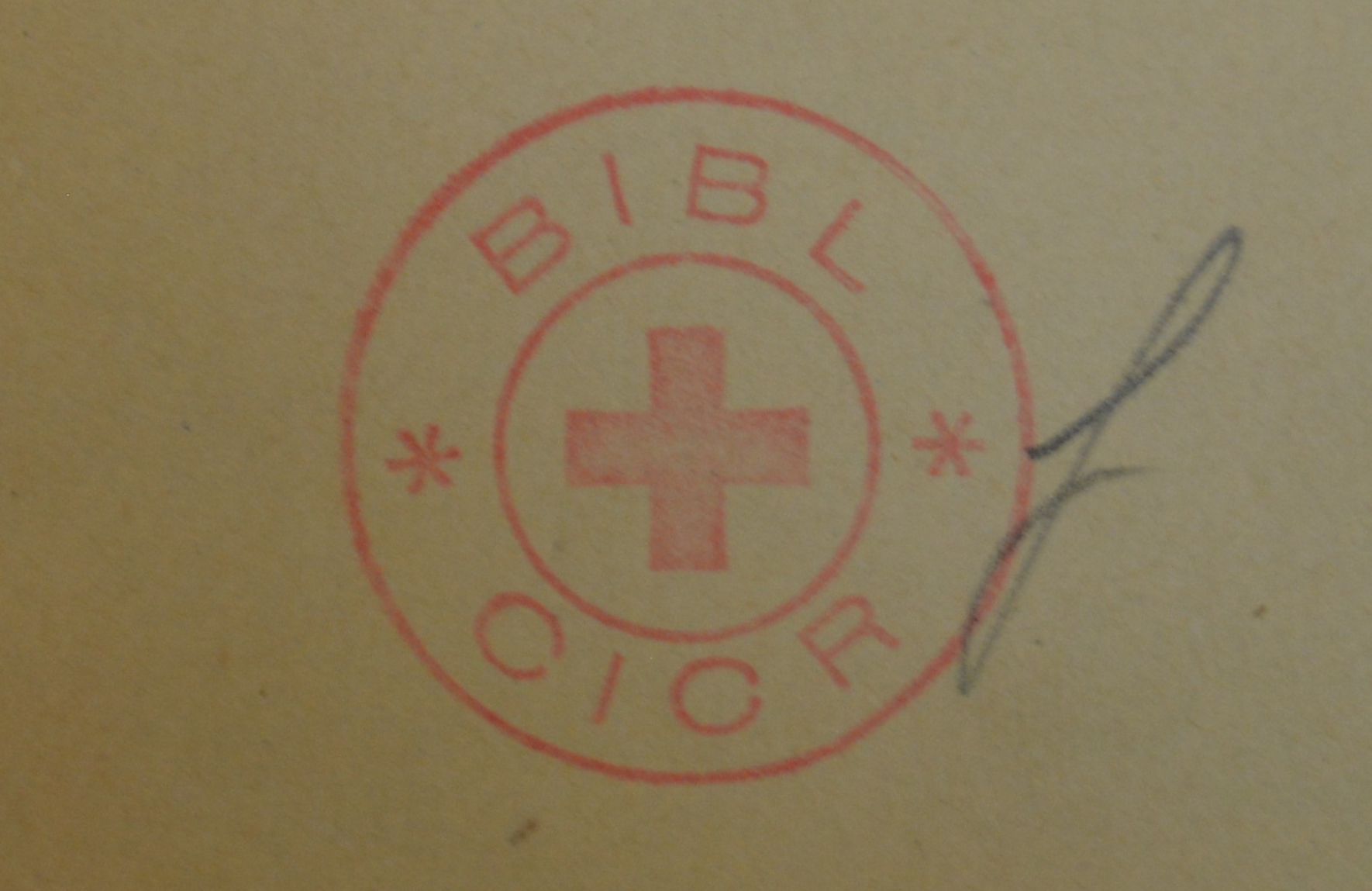
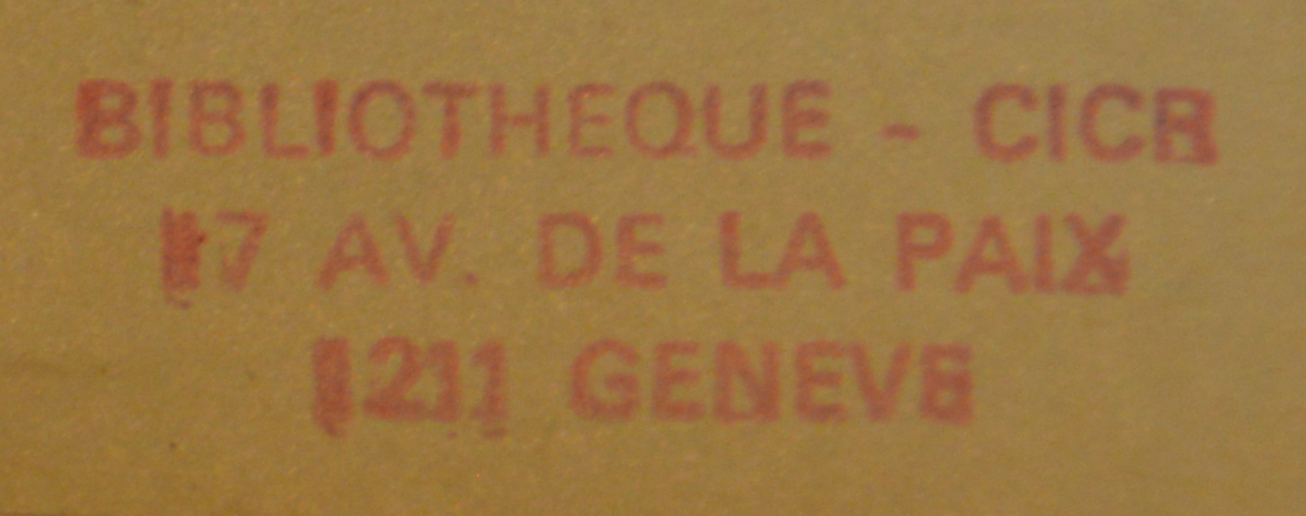

### Autographen

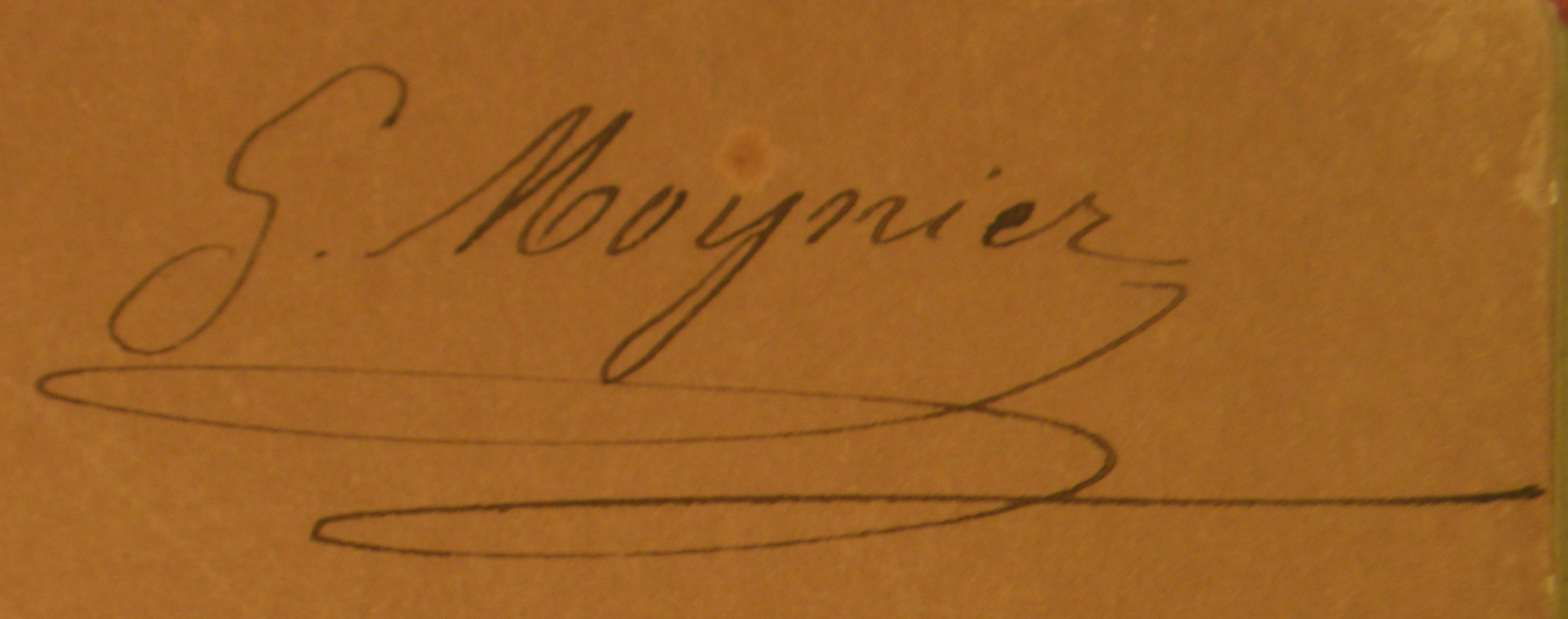
Gustave Moynier
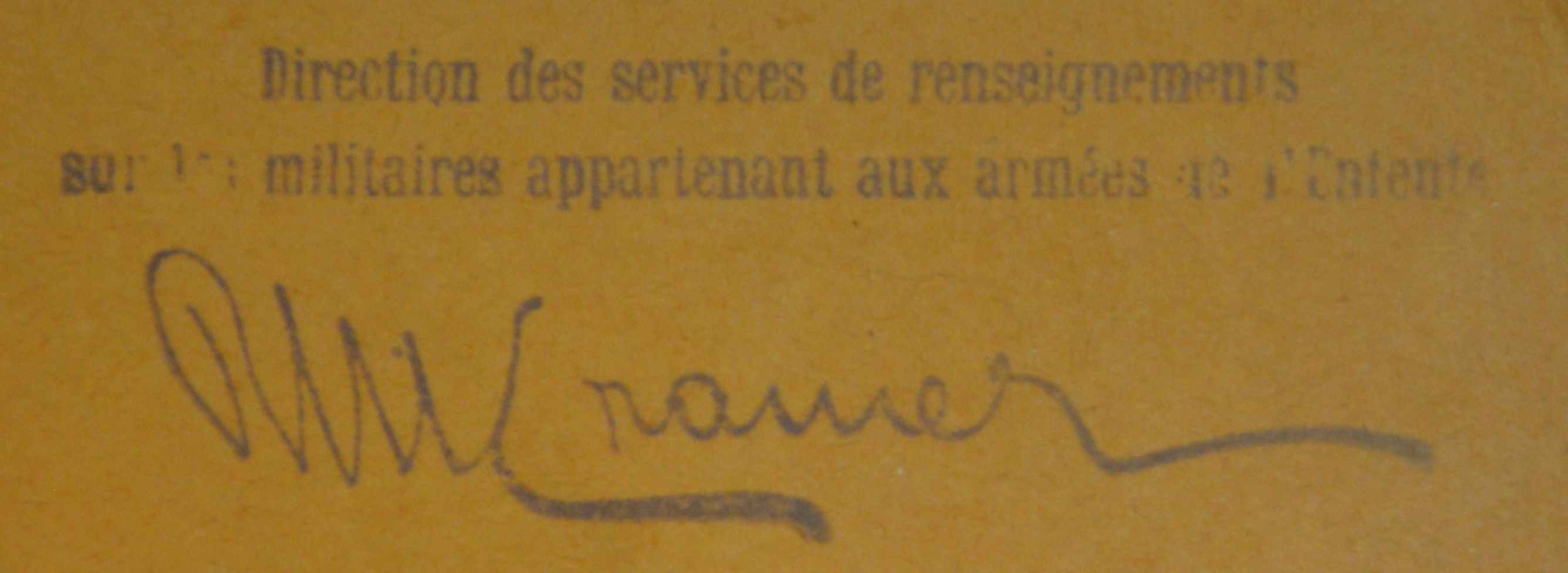
Renée-Marguerite Cramer, die erste Delegierte der IKRK-Geschichte
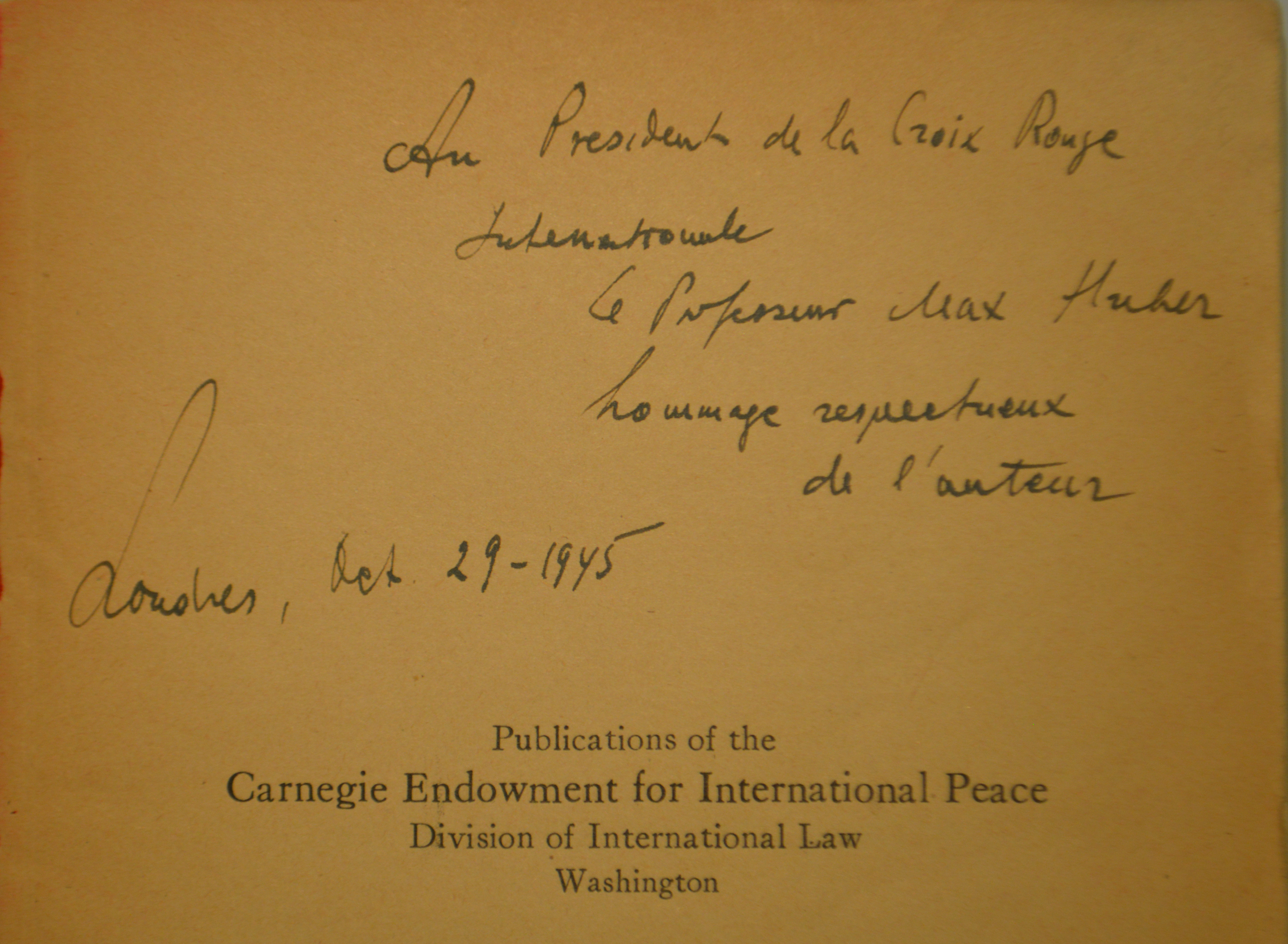
Widmung von Raphael Lemkin, der den Begriff Genozid prägte, an IKRK-Präsident Max Huber
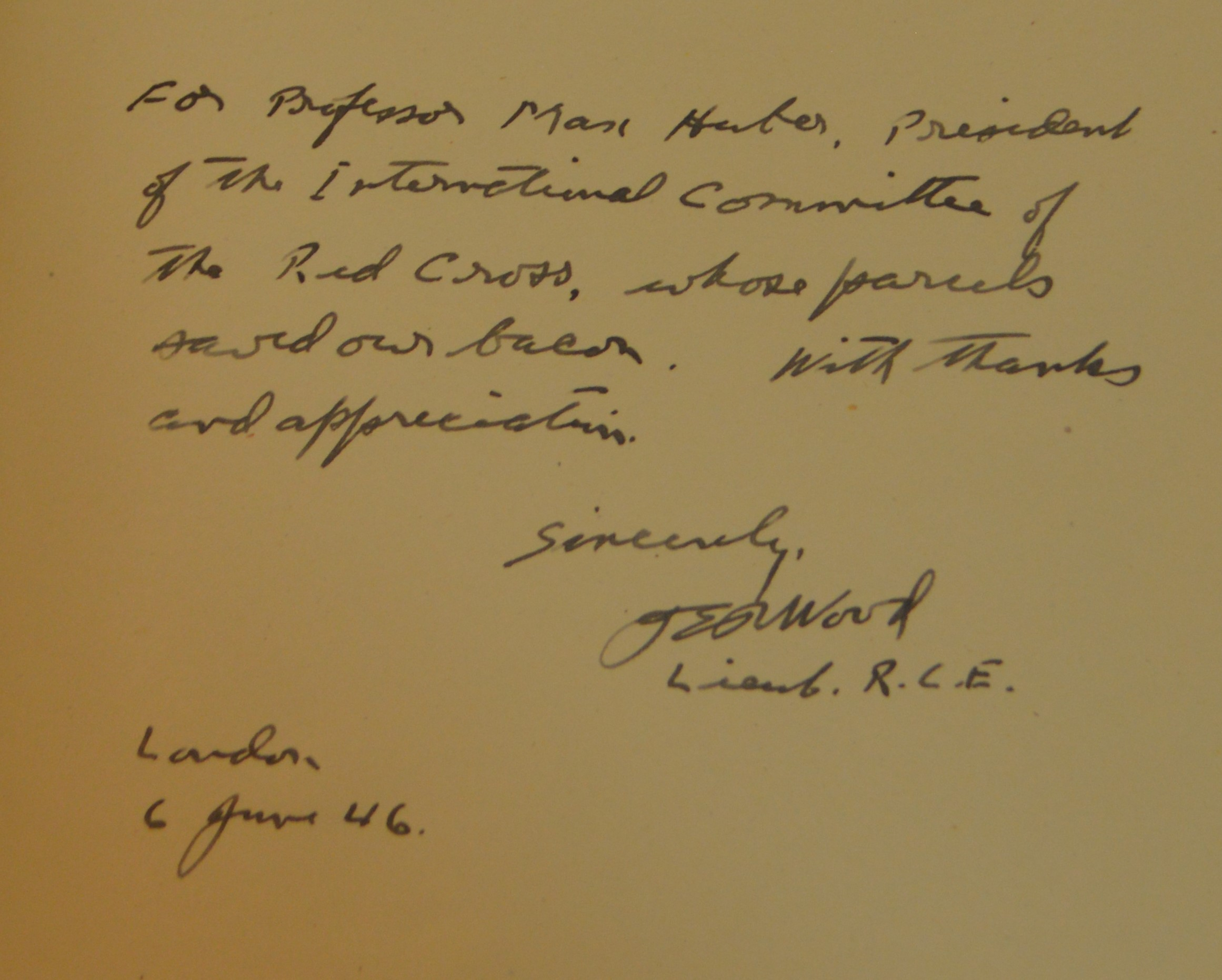
Widmung von JER Wood an Huber "whose parcels saved our bacon."